# Prasma
Genre
Synonymes
- Triaenobletus Roewer, 1931

Prasma est un genre d'opilions laniatores de la famille des Triaenonychidae.

## Distribution
Les espèces de ce genre sont endémiques de Nouvelle-Zélande.

## Liste des espèces
Selon World Catalogue of Opiliones (29/05/2021) :
- Prasma sorenseni Forster, 1954
- Prasma tuberculata (Hogg, 1920)

## Publication originale
- Roewer, 1931 : « Über Triaenonychiden (6. Ergänzung der "Weberknechte der Erde", 1923). » Zeitschrift für wissenschaftliche Zoologie, vol. 138, p. 137–185.